# 希腊圣乔治堂

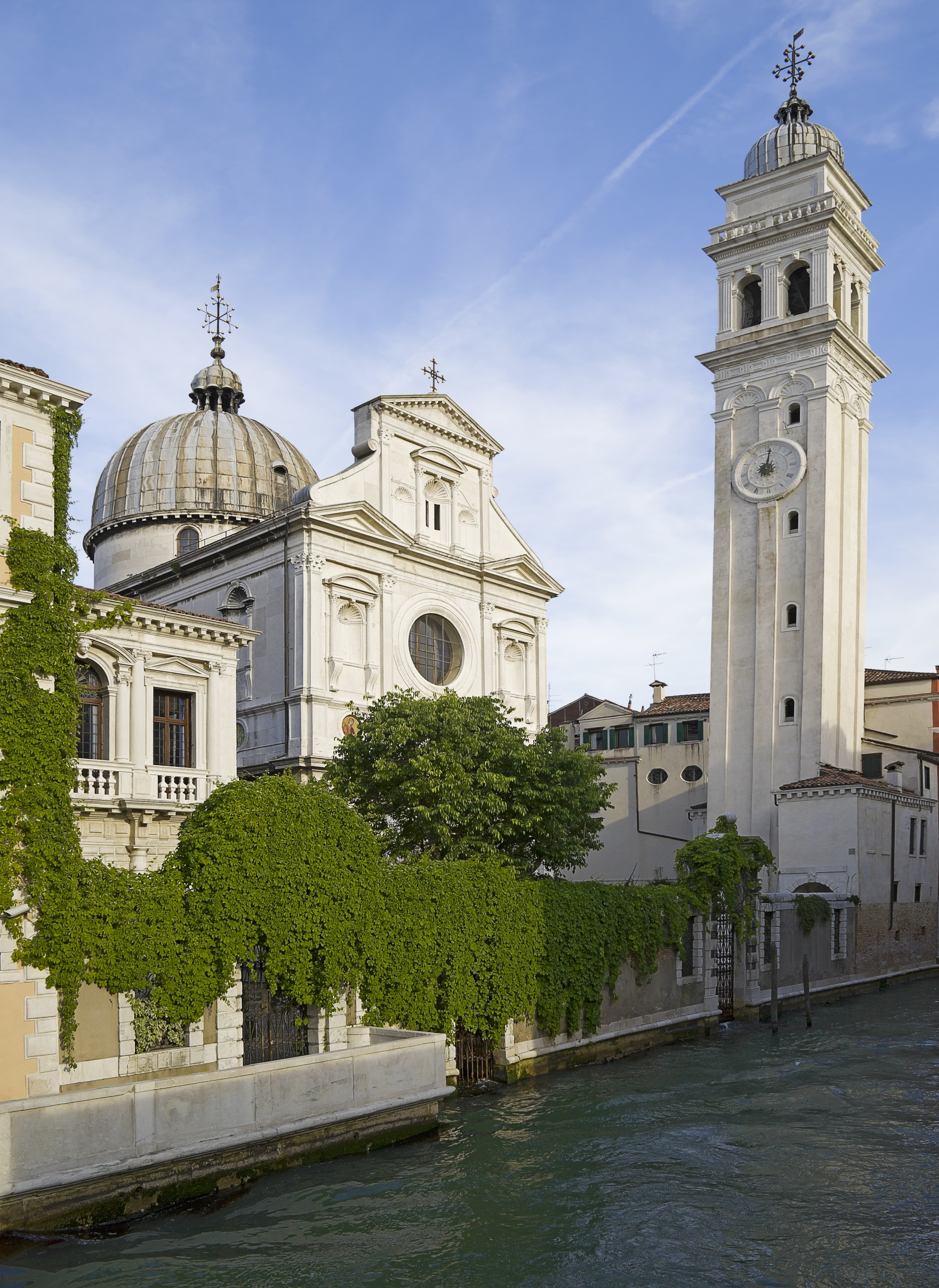
希腊圣乔治堂及其钟楼

希腊圣乔治堂（Chiesa di San Giorgio dei Greci）是意大利威尼斯的一座东正教教堂，位于城堡区。这是在威尼斯的希腊人机构希腊学校（Scuola dei Greci）的中心。
历史上，尽管威尼斯与拜占庭保持着密切联系，但是威尼斯不允许举行东正教礼拜。1498年，希腊人获准成立名为希腊圣尼古拉学校（Scuola de San Nicolò dei Greci）的机构。经过旷日持久的谈判，1539年，教宗允许建造圣乔治堂，款项来自东正教世界的船舶税。
钟楼建于1592年。教堂圆顶的壁画是“最后的审判”（1589年至1593年）。